# Åmøy
Åmøy là một hòn đảo của kommune Stavanger, hạt Rogaland, Na Uy. Đảo này rộng 5,3 kilômét vuông (2,0 dặm vuông Anh), thuộc một cụm đảo nằm ngay về phía bắc thành phố Stavanger. Xung quanh Åmøy là Sokn và Bru (về phía tây), Mosterøy và Rennesøy (về phía bắc) và Hidle (về phía đông).

## Địa lý
Đây là một đảo dạng thuôn dài với một eo đất hẹp ở giữa. Trong quá khứ, hòn đảo thuộc địa phận hai khu tự quản (kommune) khác nhau. Mạn tây đảo (Vestre Åmøy) thuộc về Rennesøy, còn mạn đông (Austre Åmøy) thuộc Stavanger. Mỗi bên của hòn đảo có nhà nguyên riêng: nhà nguyện Austre Åmøy và nhà nguyện Vestre Åmøy.  Năm 2014, có 618 người sống ở Åmøy (328 bên phần Rennesøy và 290 bên phần Stavanger). Năm 2020, toàn khu tự quản Rennesøy được hợp nhất vào Stavanger. Åmøy giờ thuộc phân khu Tasta của Stavanger.
Trong lịch sử, để đến đây cần đi bằng tàu thuyền. Năm 1992, Åmøy được nối với Sokn bằng cầu, qua đó liên thông tới đất liền qua đường hầm Byfjord dưới biển.

## Lịch sử

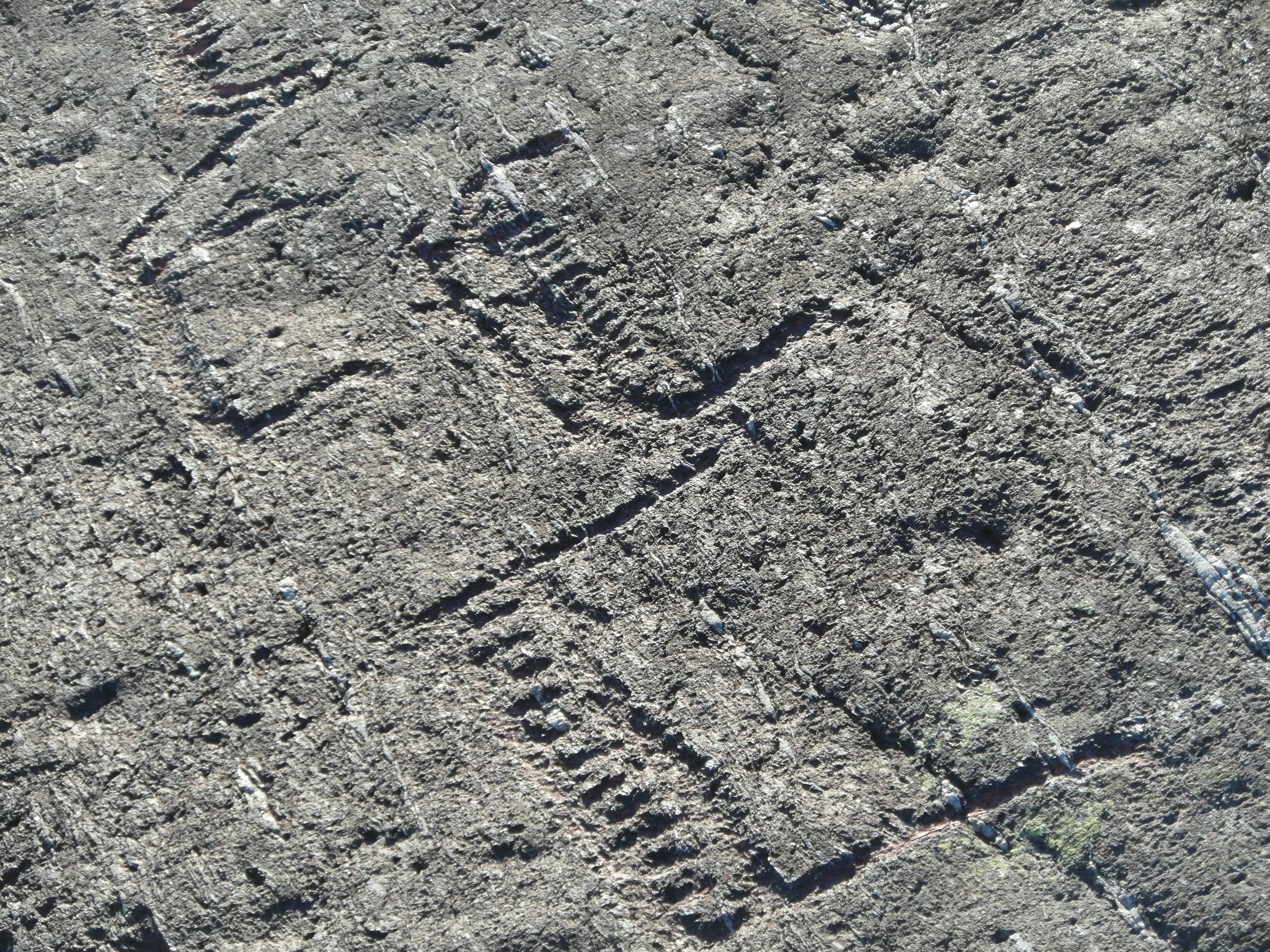
Tranh khắc tàu thuyền ở bãi IV tại Meling, Åmøy. Bãi Meling - Åmøy IV có ít nhất 33 tranh vẽ, đa số khắc hoạ tàu thuyền.

Gần 1.000 bức tranh khắc đá, có niên đại từ thời đồ đồng, hiện diện trên đảo. Mô-típ vẽ tranh là hình ảnh con người, muông thú, cá, tàu thuyền và công cụ.  Bãi Meling là "khu tập trung tranh khắc đá lớn nhất toàn Rogaland". Một số bãi tranh khắc lớn được mở cửa cho công chúng. Những bức tranh đá này là kết quả của một "giáo phái" xem "mặt trời là một nhân tố tạo sức sống." Hình ảnh nhiều loại tàu thuyền được khắc hoạ, chứng tỏ rằng đây là một biển tượng tôn giáo quan trọng, tượng trưng cho sự thần thánh, sức mạnh, cầu nối đến mặt trời và đấng thánh thần. Ngoài ra còn có những di chỉ thời đồ đá và đồ sắt, với di tích gò mai tán và móng nhà.